# Alexander Achinioti-Jönsson
Alexander Börje Achinioti-Jönsson (Hittarp, 17 aprile 1996) è un calciatore svedese, centrocampista del Forge.

## Carriera

### Club
Dopo aver giocato per alcune stagioni nella massima serie svedese, il 31 gennaio 2019 viene acquistato a titolo definitivo dalla squadra canadese del Forge, con cui nel corso degli anni successivi partecipa anche a tre edizioni consecutive della CONCACAF League.

### Nazionale
Nel 2014 ha giocato due partite con la nazionale svedese Under-19.

## Statistiche

### Presenze e reti nei club
Statistiche aggiornate al 22 settembre 2021.
| Stagione           | Squadra            | Campionato         | Campionato | Campionato | Coppe nazionali | Coppe nazionali | Coppe nazionali | Coppe continentali | Coppe continentali | Coppe continentali | Altre coppe | Altre coppe | Altre coppe | Totale | Totale |
| Stagione           | Squadra            | Comp               | Pres       | Reti       | Comp            | Pres            | Reti            | Comp               | Pres               | Reti               | Comp        | Pres        | Reti        | Pres   | Reti   |
| ------------------ | ------------------ | ------------------ | ---------- | ---------- | --------------- | --------------- | --------------- | ------------------ | ------------------ | ------------------ | ----------- | ----------- | ----------- | ------ | ------ |
| 2014               | Helsingborg        | A                  | 7          | 0          | CS              | 2               | 0               |                    | -                  | -                  |             | -           | -           | 9      | 0      |
| 2015               | Helsingborg        | A                  | 1          | 0          | CS              | 1               | 0               |                    | -                  | -                  |             | -           | -           | 2      | 0      |
| 2016               | Helsingborg        | A                  | 14+2       | 0          | CS+CS           | 2+1             | 0               |                    | -                  | -                  |             | -           | -           | 19     | 0      |
| 2017               | Helsingborg        | S1                 | 15         | 0          | CS+CS           | 3+1             | 0               |                    | -                  | -                  |             | -           | -           | 19     | 0      |
| Totale Helsingborg | Totale Helsingborg | Totale Helsingborg | 37+2       | 0          |                 | 10              | 0               |                    | -                  | -                  |             | -           | -           | 49     | 0      |
| 2017               | Ängelholms FF      | D1                 | 3          | 0          |                 | -               | -               |                    | -                  | -                  |             | -           | -           | 3      | 0      |
| 2018               | IFK Värnamo        | S1                 | 27+2       | 4+1        | CS              | 3               | 1               |                    | -                  | -                  |             | -           | -           | 32     | 6      |
| 2019               | Forge              | CPL                | 25         | 0          | CC              | 2               | 0               | CL                 | 2                  | 0                  |             | -           | -           | 29     | 0      |
| 2020               | Forge              | CPL                | 11         | 3          |                 | -               | -               | CL                 | 4                  | 0                  |             | -           | -           | 15     | 3      |
| 2021               | Forge              | CPL                | 17         | 0          | CC              | 1               | 0               | CL                 | 3                  | 0                  |             | -           | -           | 21     | 0      |
| Totale Forge       | Totale Forge       | Totale Forge       | 53         | 3          |                 | 3               | 0               |                    | 9                  | 0                  |             | -           | -           | 65     | 3      |
| Totale carriera    | Totale carriera    | Totale carriera    | 124        | 8          |                 | 16              | 1               |                    | 9                  | 0                  |             | -           | -           | 149    | 9      |

## Palmarès

### Club

#### Competizioni nazionali
- Canadian Premier League: 4

Forge: 2019, 2020, 2022, 2023